# The Memory Remains
«The Memory Remains» és el dissetè senzill de la banda estatunidenca Metallica, el primer extret de l'àlbum d'estudi, ReLoad, llançat l'11 de novembre de 1997. Van comptar amb la cantant britànica Marianne Faithfull per les veus addicionals.
La cançó fou composta per James Hetfield i Lars Ulrich, i les lletres expliquen la història d'un artista oblidat per la societat que embogeix a causa de la pèrdua de la fama i s'encamina cap a l'autodestrucció.
La versió demo inicial fou enregistrada el març de 1995 en l'estudi personal que Lars Ulrich té a casa seva. Van editar diverses versions posteriors, una fou inclosa com a cara-B del senzill de «The Unforgiven II'», una altra va ser inclosa en l'àlbum S&M (1999) en col·laboració de l'orquestra San Francisco Symphony i direcció de Michael Kamen, i la darrera versió fou inclosa en l'àlbum de directe Orgullo, Pasión, y Gloria, però d'elles comptar amb la participació de Faithfull. En els concerts, la banda anima al públic a cantar les parts de Faithfull.
L'èxit del senzill fou important, ja que va arribar al número 28 de la llista estatunidenca i al 13 de la britànica. El videoclip fou dirigit per Paul Andersen i presenta un concepte surrealista i antigravitatori, no la banda toca la cançó sobre una gran plataforma suspesa que va rotant al llarg de l'actuació.

## Llista de cançons
| 1. | «The Memory Remains» | 4:38 |
| 2. | «Fuel for Fire»      | 4:41 |
| 3. | «Memory» (demo)      | 6:41 |

| 1. | «The Memory Remains»       | 4:38  |
| 2. | «The Outlaw Torn»          | 10:48 |
| 3. | «King Nothing» (Tepid Mix) | 5:07  |

| 1. | «The Memory Remains»                                 | 4:38 |
| 2. | «For Whom the Bell Tolls» (Haven't Heard It Yet Mix) | 4:39 |